# Hüsby
Hüsby (tiếng Đan Mạch: Husby) là một đô thị thuộc huyện Schleswig-Flensburg, trong bang Schleswig-Holstein, nước Đức. Đô thị Hüsby có diện tích 9,68 km², dân số thời điểm 31 tháng 12 năm 2006 là 761 người.